# Chamar
Chamar es una comunidad dalit clasificada como una casta que engloba grupos de personas muy desfavorecidos a nivel socioeconómico en la India. Se encuentran principalmente en el norte de la India y se dedican a la tradición familiar de curtir cuero. El nombre chamar se deriva de la palabra sánscrita charmakara ("trabajador de la piel"). Los Chamars se dividieron en más de 150 subcastas, todas las cuales se caracterizan por panchayats (consejos de gobierno) bien organizados. Debido a que su trabajo hereditario los obligaba a manejar animales muertos, los Chamar estaban entre los antes llamados "intocables". Sus asentamientos han estado a menudo fuera de las aldeas hindúes de castas superiores.

## Origen
A partir de la década de 1850, se atribuyeron a este grupo de castas ciertos rasgos de carácter indeseable, que conformarían la identidad Chamar. Fue también en este momento cuando comenzó a asociarse esta casta con ciertos rasgos ocupacionales, hasta que se identificó completamente con el trabajo del cuero a finales del siglo XIX. También hay que destacar el papel de nuevas especialidades como la etnografía, la toxicología y la jurisprudencia médica en la formación de nuevas definiciones sobre Chamars.
Aunque Ramdasias y Ravidasias se originaron en Chamars, los primeros se consideran superiores a los segundos. Sansis y Chamars se consideran más bajos en jerarquía que los Mazhabis. Pero para las castas que no son dalit, la jerarquía dentro de los sij dalit no tiene ningún significado. Para ellos, los sikhs Sansi, Chamar y Mazhabi Dalit son del mismo rango, el más bajo.

## Ocupaciones
La ocupación tradicional de la tribu Chamar era el procesamiento, la fabricación y el comercio de cuero y productos de cuero, pero la agricultura es otra ocupación importante en la que se involucran, ya sea como propietarios o como arrendatarios que cultivan propiedades encultivos compartidos.

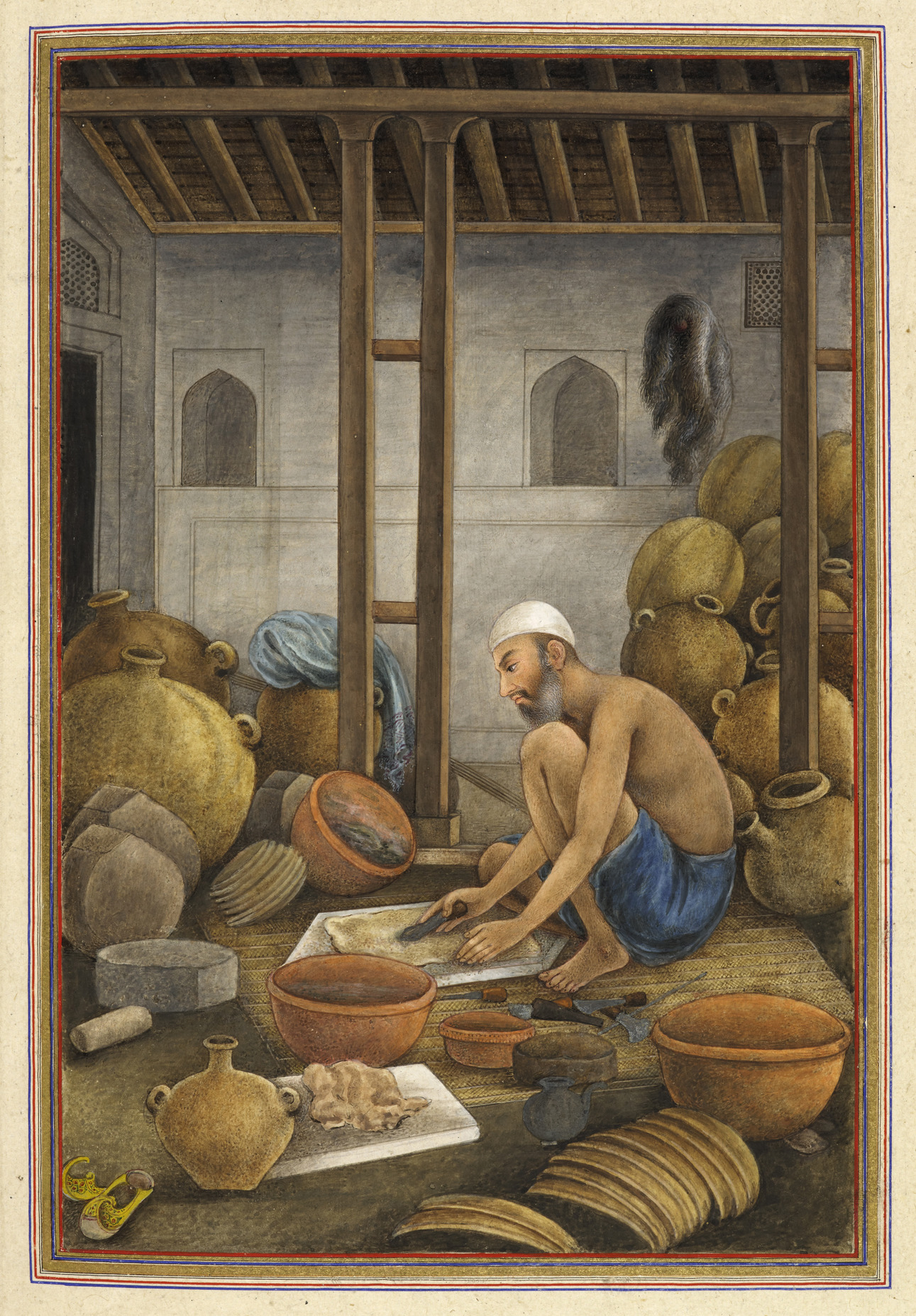
Fabricantes de botellas de cuero (presumiblemente miembros de la casta "Chamaar"

## Gente notable
- Ram Nath Kovind, expresidente de la India, asumiendo el cargo de 2017 a 2022.[6]
- Jagjivan Ram, ex vice primer ministro de la India.[7]
- Kanshi Ram (1934-2006), fundador del Partido Bahujan Samaj y mentor de Mayawati Kumari.[8]
- Meira Kumar, ex portavoz de la Lok Sabha.
- Mayawati, líder del Partido Bahujan Samaj y Ministro Principal de Uttar Pradesh.[9]